# Aubessagne
Aubessagne is een gemeente in het Franse departement Hautes-Alpes (regio Provence-Alpes-Côte d'Azur). De plaats maakt deel uit van het arrondissement Gap. Aubessagne is op 1 januari 2018 ontstaan door de fusie van de gemeenten Chauffayer, Les Costes en Saint-Eusèbe-en-Champsaur. 
1. ↑  Populations de référence 2022.